# 406e régiment d'artillerie anti-aérienne
Le 406e régiment d'artillerie de défense contre aéronefs (DCA) est créé à Laon (Aisne) le 1er octobre 1938. Son étendard est remis au corps le 16 octobre 1938.

## Création et différentes dénominations
- 1er octobre 1938 : création
- juillet 1940 : dissous
- 1er septembre 1947 : recréation
- 15 juin 1962 : dissous

## Historique

### Entre-deux-guerres
- Le 406e régiment d'artillerie est créé à Laon le 1er octobre 1938.

### Seconde Guerre mondiale
- Lors de la mobilisation en 1939 (voir Drôle de guerre), 26 groupes sont formés pour assurer la défense antiaérienne du territoire. Le 406e RADCA  déployait ses formations sur les 3 régions militaires du nord de la France : 1re RM (Nord, Pas-de-Calais) à Douai et Dunkerque, 2e RM (Somme, Oise, Aisne, Ardennes) à Laon (PC du régiment) et Amiens, 3e RM (Seine-Inférieure, Calvados, Eure, Manche et Orne) à Rouen et au Havre.

- Lors de la campagne de 1940, après avoir abattu plusieurs bombardiers ennemis et vu plusieurs de ses batteries mener des combats contre les chars, de nombreux groupes durent se replier vers le sud-ouest de la France.

- Le régiment est dissous en juillet 1940. Son étendard confié à la garde du 4e RA à Clermont-Ferrand puis au 410e RAA au Maroc à partir de 1942.

### De 1945 à nos jours
- Le 1er septembre 1947, le régiment est reconstitué sous le nom de 406e régiment d'artillerie antiaérienne, 406e RAA, à un groupe, quartier Friant à Amiens.
- Le 1er mai 1948, un 2e groupe est formé à Rouen quartier Richepanse.
- Les écoles à feu antiaériennes ont lieu à Biscarrosse et à Cayeux-sur-Mer.
- Le 1er septembre 1955, à la suite des massacres contre des Européens à Oued Zem au Maroc et Philippeville en Algérie, les premiers disponibles de la classe 53/2 rappelés à l'activité arrivent au corps. Ils sont incorporés dans chacun des bataillons de marche formés par les deux groupes le 7 octobre 1955 et dirigés sur le Maroc le 9 octobre.

Un premier renfort fin novembre/début décembre rejoint les deux bataillons permettant la libération  des rappelés de la classe 53/2. 
- Le 1er bataillon de marche stationne à Ouarzazate, Tinerhir et Zagora jusqu'au 21 février 1956 et est ensuite dirigé sur le front Nord (RIF) à Taineste et Taza.
- Le 15 juin 1956, il fait mouvement sur le Sud à Agadir et Taroudant.
- Le 2e bataillon de marche est à Oued Zem la ville martyre, Khouribga et à la mine de fer d'Aït Amar. Il est ensuite dirigé le 17 février 1956 sur le Rif à Taounate et occupe des postes isolés à la frontière du Rif espagnol, une compagnie se portant le 23 mars à Beni Oulid.
- L'indépendance du Maroc entraîne l'abandon des postes du Rif. Le 2e bataillon rejoint la région de Marrakech, Benguerir et El Kelaâ des Sraghna le 6 mai 1956 puis fait mouvement le 4 juillet sur le Sud rejoignant ainsi le 1er bataillon pour former la ½  Brigade du 406e RAA.
- Restent en métropole un centre d'instruction à Amiens et une batterie d'instruction à Rouen.
- La Demi  Brigade est chargée de la défense de la colonisation dans la plaine du Souss, de la protection de la base aéronavale d’Inezgane et du port d'Agadir, de la protection de la population et du maintien d'une libre circulation par voie routière dans cette zone.
- Des éléments peuvent être appelés en outre à effectuer des missions d'observation aérienne avec l'aéronavale en vue d'éviter le trafic d'armes à partir d’Ifni ou de l'oued Draa vers Tindouf en Algérie.
- La demi-brigade du 406e RAA stationnera jusqu'en décembre 1957 à Agadir et Taroudant.
- Le 1er groupe rejoindra Oujda en janvier 1958 puis l'Algérie, secteur de Djidjelli jusqu'en juillet 1961 puis Oued Zenati, Guelma jusqu’au 19 mai 1962.
- Le 2e groupe est à Oujda avec une batterie à Sidi Aïssa puis fait mouvement sur l'Algérie le 4 avril 1958 à Regahia. *Transporté à Bizerte en Tunisie, il devient le 6 mai 1958 bataillon de marche du 412e RAA qui sera dissous le 17 juillet 1959.
- Le 406e régiment d'artillerie anti-aérienne rentré en métropole est dissous le 15 juin 1962.

Son étendard est confié au musée de l’Armée.

## Étendard

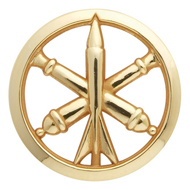
Insigne de béret d'artillerie

Il ne porte aucune inscription.